# 모히칸어
모히칸어(Mohican) 또는 마히칸어(Mahikan)는 오늘날의 뉴욕주 동부와 버몬트주에 살던 원주민 모히칸족이 사용하던 알곤킨어족 동부 알곤킨어군의 언어이다. 1930년대 마지막 준(準)숙련 화자가 사망하며 사실상 모어로서 사멸했다. 그럼에도 부족 구성원들은 사멸했다는 표현 대신 언어가 "잠들었다고"고 말하는 경향이 있는데, 장로들이 여전히 아이들에게 제한적인 수의 단어와 구문을 가르치기 때문이다. 2017년부터는 모히칸어의 언어 부흥 프로젝트가 시작되었으나 여전히 옛 언어의 명확한 음운론적, 통사론적 측면이 합의되지 않아 난항을 겪고 있다.

## 역사
원주민인 모히칸어 화자들은 뉴욕 주 허드슨 강의 상류를 따라 살았는데, 북쪽으로는 섐플레인 호, 동쪽으로는 버몬트 주의 그린 산맥, 서쪽으로는 뉴욕 주 스코하리 크릭(Schoharie Creek) 근처까지 퍼져 있었다. 모피 무역을 두고 이로쿼이 연맹의 모호크족과의 갈등, 그리고 유럽인의 침입에 의해 모히칸족의 이주가 촉발되었고, 일부는 뉴욕 중서부로 이주하여 오나이다족과 땅을 공유했다. 일련의 이주 이후 일부 모히칸족은 1820년대와 1830년대에 위스콘신까지 쫓겨났고, 다른 일부는 캐나다의 여러 지역 사회로 이주하여 모히칸족 정체성을 잃었다.
모히칸어는 20세기 초에 사멸하였으며 언어의 마지막 기록은 1930년대에 이루어졌다.